# Домицид
Домицид (от лат. domus — дом или жилище и caedo — убиваю) — широкомасштабное разрушение среды обитания, вынуждающее людей, находящихся в ней, переезжать в другое место. В контексте прав человека домицид — это преднамеренное и систематическое разрушение жилья и базовой инфраструктуры, в результате чего территория становится непригодной для проживания. Понятие домицида возникло в 1970-х годах, но обрело своё нынешнее значение только в 2022 году после выступления Специального докладчика ООН по вопросу о праве на достаточное жилище.
К известным историческим примерам домицида можно отнести бомбардировку Токио, которая была самой разрушительной и смертоносной неядерной бомбардировкой в истории человечества. 41 км² центра Токио были разрушены, уничтожена четверть города, около 100 тысяч мирных жителей погибли и более миллиона остались без крова. Для сравнения, атомная бомбардировка Хиросимы 6 августа 1945 года привела к гибели примерно от 70-150 тысяч человек. Другие известные примеры: разрушение Варшавы и Дрездена в ходе бомбардировок во время Второй мировой войны, а также обстрелы городов в Камбодже, совершённые «Красными кхмерами». Некоторые эксперты утверждают, что международное право должно быть изменено, чтобы домицид считался военным преступлением.

## Дальнейшее чтение
- Azzouz, Ammar. Domicide: Architecture, War and the Destruction of Home in Syria. — Bloomsbury, November 2022. — ISBN 978-1350248106.
- Porteous, Douglas. Domicide: The Global Destruction Of Home / Douglas Porteous, Sandra E. Smith. — McGill-Queen's University Press, 2001. — ISBN 978-0773522572.